# 晋惠公
晋惠公（？—前637年），姓姬，名夷吾，春秋时代晋国君主，晋献公的兒子，後母骊姬，恭太子申生、晋文公重耳之弟。

## 簡介
前672年，晉獻公自戎娶二女，小戎子生夷吾。小戎子出身允姓之戎。
前663年，繼母骊姬產下一子，取名奚齊，骊姬與優施通姦，淫亂後宮，兩人開始排擠陷害申生、重耳、夷吾。
前666年，晋献公派守护二屈（今山西吉县）。
前655年，献公的長子申生被賜死，夷吾也遭到後母骊姬的迫害，逃到梁国避难。梁伯把自己的女儿许配给夷吾，生下一男一女。男孩取名为圉，女孩取名为妾。
前651年，晉獻公薨，里克活活鞭杀骊姬，然后派人往梁国迎接夷吾。夷吾聽了吕省的劝告，怀疑里克迎接他有阴谋，怕有生命危险，因此贿赂秦国请求帮助，说会把晉國河西這塊土地给奉献秦國。秦军护送夷吾回国即位。晋惠公即位后，没有实现他的诺言。
前647年，晋国发生饥荒，晋惠公向秦穆公请求购買粮食，秦穆公同意。
前646年，秦国发生饥荒，晋惠公却不听慶鄭的劝阻，不肯賣粮食给秦國。秦穆公大怒，攻打晋国，在韩交战。戰前晋惠公不想让庆郑驾驶他的战车，改讓梁繇靡駕車，虢射擔任護衛迎擊秦穆公。打仗時，惠公的战车陷在泥土里，跑不动，秦军逼近，惠公向庆郑求救，而庆郑卻置之不理。穆公的勇武士兵打敗了晉軍，晉軍敗退，讓秦穆公俘獲了晉惠公帶回秦國。秦國將要殺晉惠公祭祀上天。晉惠公的姐姐是秦穆公夫人穆姬，她身穿喪服哭泣不止。穆公說：“俘獲了晉侯應該慶賀高興啊，現在你竟悲痛起來。况且我聽說箕子看到唐叔剛剛被分封時說過‘他的後代一定繁榮昌盛’，晉怎麽能滅亡呢？”於是，秦穆公就和晉侯在王城結盟，并允許他返回晉國。同年十一月，秦送回晉惠公。晉侯返回晉國後，殺了慶鄭，重新修整政務。與大臣們商議：“重耳在外，諸侯大多認爲他有利而接待他。”晉惠公想派人到狄殺死重耳。重耳聽到風聲，逃到齊國。
前643年，晉惠公讓太子圉到秦當人質。
前641年，秦國滅梁國。梁伯喜好大興土木、修築城池溝塹，百姓疲憊不堪怨聲載道，最終被滅。
前638年，晉惠公生病了。太子圉對晉惠公說：“我母親家在梁國，今天梁被秦國滅亡，我在國外被秦輕視，在國內又無援助。我的父親病重臥床不起，我擔心晉國大夫看不起我，請改立其他公子爲太子。”於是太子圉與妻子懷嬴（秦穆公之女）商量一起逃走。懷嬴說：“您是一國的太子，在此受辱。秦國讓我服侍您，為的是穩住您的心。您逃跑吧，我不拖累你，也不敢聲張出去。”太子圉于是跑回晉國。
惠公十四年（前637年）九月，晉惠公去世，太子圉即位，這就是晉懷公。
在位期間執政為呂甥、郤芮、郤稱。

## 家庭
- 父：晉獻公。
- 妻：梁伯的女兒，生一子一女。
- 兒子：姓姬，名圉，即晉懷公，後被伯父晉文公派人殺掉。
- 女兒：姓姬，名妾。公子圉到秦国为质时，妾也作为秦国的宦女（妾媵、官家婢女）。

## 影視作品
- 《晉文公傳奇》由黃子揚飾演。
- 《东周列国春秋篇》由李洪濤飾演。
- 《驪姬傳奇》由鐵鶴飾演。
- 《春秋祭》由馬德鐘飾演。
- 《重耳傳奇》由張一山飾演。